# Martin Heuseler
Martin Heuseler (auch Martin(us) Heussler, Heusler; † 14. Mai 1555 in Dresden) war ein sächsischer Jurist, Dresdner Ratsherr und Bürgermeister.

## Leben

### Wirken als Stadtschreiber, Ratsherr und Bürgermeister
Martin Heuseler studierte, wahrscheinlich an der Leipziger Universität, Jura und war Doktor beider Rechte. 1526 wurde er in Dresden zum Oberstadtschreiber bestellt, womit ihm neben der Erstellung amtlicher Urkunden und Dokumente auch die Erledigung aller juristischen Aufgaben des Rates oblag. 1540 ist er als Oberstadtschreiber und Syndikus in den Urkunden erwähnt. Drei Jahre später übergab er das Amt an Jobst Kettwig, der später ebenfalls Dresdner Bürgermeister wurde.
Ab 1539 gehörte Heuseler dem Dresdner Rat an und ist als licenciat in den Ratsakten verzeichnet. 1546 wurde er in das Amt des Kämmerers berufen und war 1554 regierender Bürgermeister. Im Folgejahr verstarb er in Dresden, die Regulierung seines Nachlasses findet sich im Ratsbuch von 1557.

### Wirken als Brückenmeister
Neben seiner Ratstätigkeit war Martin Heuseler auch Brückenmeister der steinernen Elbbrücke und für deren Instandhaltung und notwendige Baumaßnahmen zuständig. In seiner Amtszeit erfolgten 1547 umfangreiche Erneuerungsarbeiten, bei denen noch vorhandene hölzerne Bauteile durch steinerne ersetzt wurden. Die Finanzierung übernahm dabei die ihm unterstellte Brückenamtskasse, das Baumaterial wurde vom Kurfürsten zur Verfügung gestellt. Zu Ehren des Landesherren Moritz von Sachsen wurde zudem auf Altendresdner Seite ein Triumphbogen auf der Brücke errichtet.
Der Überlieferung nach befand sich auf der Brücke bis zu deren Abbruch und Neubau 1727 ein Stein mit Schild und der Abbildung einer Schnecke sowie den Buchstaben D.O.D.A. Diese bedeuteten in deutscher Übersetzung ich gebe, gieb Du auch bzw. wie Du mir, so ich Dir, womit Heuseler als Stifter dieses Gedenksteins auf die herrschenden politischen Verhältnisse in Sachsen Bezug nahm. Römische Jahreszahlen und die Initialen M. H. L. (= Martin Heuseler Licenciat) erinnerten an den von ihm geleiteten Umbau der Elbbrücke.